# ربع الفوقي (أولاد مكودو)
ربع الفوقي هي إحدى مشيخات المملكة المغربية، تتبع جغرافيا لإقليم صفرو وإداريًا لأولاد مكودو. يقدر عدد سكانها بـ 2914 نسمة حسب الإحصاء الرسمي للسكان والسكنى لسنة 2004.